# Chondrometra
Chondrometra is een geslacht van haarsterren uit de familie Charitometridae.

## Soorten
- Chondrometra aculeata (Carpenter, 1888)
- Chondrometra crosnieri Marshall & Rowe, 1981
- Chondrometra robusta (A.H. Clark, 1911)
- Chondrometra rugosa A.H. Clark, 1918